# Christoph von Wolzogen
Christoph von Wolzogen (25. srpna 1948, Büdingen – 12. listopadu 2024, Bad Homburg vor der Höhe), celým jménem Hans-Christoph svobodný pán z Wolzogenu a Neuhausu, byl německý filozof.

## Životopis
Pocházel z dolnorakouské šlechtické rodiny. Po studiu filozofie habilitoval v Karlsruhe s prací o Martinovi Heideggerovi. Od roku 2002 působil na Frankfurtské univerzitě, od roku 2005 jako mimořádný profesor. Psal odborné recenze například pro Frankfurter Allgemeine Zeitung, Die Welt a Neue Zürcher Zeitung. V odborných kruzích je znám pro svou práci o Emmanuelu Levinasovi. Zajímal se také o teorii vztahů a novokantovství.

## Dílo (výběr)
- Die autonome Relation. Zum Problem der Beziehung im Spätwerk Paul Natorps. Ein Beitrag zur Geschichte der Theorien der Relation. 1984, ISBN 3-88479-161-3 / ISBN 90-6203-706-2.
- Zur Geschichte des Dietrich-Reimer-Verlages: 1845–1985. 1986, ISBN 3-496-00012-0.
- Handeln, Sein und Transzendenz: Heidegger im Kontext pragmatischen Denkens. Habilitace, 1998.
- Emmanuel Levinas - Denken bis zum Äußersten. 2005, ISBN 3-495-48172-9.
- Après vous. Denkbuch für Emmanuel Levinas. 2006, ISBN 3-8015-0383-6 / ISBN 978-3-8015-0383-3